# 恋人はパパ/ひと夏の恋
『恋人はパパ/ひと夏の恋』（原題：My Father the Hero）は、1994年制作のアメリカ合衆国・フランスのロマンティック・コメディ映画。
1991年のフランス映画『さよならモンペール』をハリウッド・リメイクした作品で、同じジェラール・ドパルデューが主演している。

## あらすじ
ニューヨークに住む14歳の少女ニコルは幼い頃に両親が離婚し、今は母親のミーガンと2人暮らしである。その年の夏、ニコルはパリに住む父親のアンドレと1年半ぶりに再会し、バハマで2週間のバカンスを楽しむことになった。
しかし、多感な年頃のニコルにとって父親はうとましい存在でしかなく、彼女はアンドレにことごとく反発する。そんなある日、ニコルはハンサムな男の子ベンと出会い、彼に恋をする。
ベンの気を引くには父親連れというのは体裁が悪いと思ったニコルがあるウソをついた事で、思わぬ騒動になってしまう…。

## キャスト
- アンドレ：ジェラール・ドパルデュー（吹替：田中秀幸）
- ニコル：キャサリン・ハイグル（吹替：小島幸子）
- ベン：ダルトン・ジェームズ（吹替：雨笠利幸）
- ミーガン：ローレン・ハットン（吹替：火野カチコ）
- ダイアナ：フェイス・プリンス（吹替：吉田理保子）
- マイク：スティーヴン・トボロウスキー
- ステラ：アン・ハーン
- アンドレの恋人：エマ・トンプソン（クレジットなし）

吹替その他、小島敏彦、稲葉実、さとうあい、有馬瑞香、磯辺万沙子、滝沢久美子、小山武宏、丸山詠二、定岡小百合、中博史、津田英三、種田文子、平田広明、坪井智浩、松本大、大川透、氷上恭子、麻丘夏未